# Jitka Čábelická
Jitka Čábelická (* 15. Februar 1990 als Jitka Škarnitzlová in Brandýs nad Labem-Stará Boleslav) ist eine tschechische Mountainbikerin, die im Cross-Country aktiv ist.

## Sportlicher Werdegang
In ihrer Jugend praktizierte Škarnitzlová mehrere Sportarten wie Leichtathletik, Basketball und Tennis. Mit 13 Jahren konzentrierte sie sich auf Mountainbikesport. 2007 gewann sie die tschechischen Junioren-Meisterschaften im Cross-Country (XCO). Kurz darauf wurde sie in Fort Wiliam Vize-Weltmeisterin, ebenfalls bei den Junioren. Im Winter fuhr sie Cyclocross, wo sie von 2006 bis 2008 jeweils Zweite oder Dritte der tschechischen Meisterschaften in der Elite war.
In der U23 gewann sie 2011 und 2012 die Landesmeisterschaften im XCO. In der Elite war sie von 2013 bis 2017 nie schlechter als Vierte. Ab 2018 übernahm sie dort das Zepter und gewann die Meisterschaften im XCO viermal in Folge; 2023 kam ein fünfter Titel hinzu. Außerdem siegte sie je einmal im Short Track (XCC) und im Marathon (XCM).
International vertrat sie Tschechien bei zahlreichen Mountainbike-Weltmeisterschaften und -Europameisterschaften sowie im olympischen Mountainbikerennen 2021, wo sie den 22. Platz belegte. Ihr bestes Ergebnis im XCO bei Weltmeisterschaften war der 11. Platz 2020, bei Europameisterschaften der 13. Platz 2019 und 2020. Im Weltcup war ihr bestes Resultat der 12. Platz in Lenzerheide 2019.
Im Vorfeld der Olympischen Sommerspiele 2024 kämpften sie und Adéla Holubová gegeneinander um den der Tschechischen Republik zustehenden Quotenplatz beim olympischen Mountainbikerennen. Schlussendlich entschied sich die Český svaz cyklistiky (deutsch: „Tschechischer Radsportverband“) und das Český olympijský výbor für Adéla Holubová. Weil aus ihrer Sicht die Nominierungskriterien nicht eingehalten wurde, reichte Jitka Čábelická vor dem Internationalen Sportgerichtshof (CAS) Klage ein. Das Gericht lehnte die Klage ab.

## Privates
Im September 2018 heiratete Škarnitzlová ihren Trainer und Teammanager Pavel Čábelický; seitdem tritt sie unter ihrem jetzigen Namen an. Ihr Bruder Jan Škarnitzl ist ebenfalls Olympiateilnehmer im Mountainbikerennen (2012, 2016).

## Erfolge
2007
 Weltmeisterschaften – XCO (Junioren)
 Tschechische Meisterin – XCO (Junioren)
2011
 Tschechische Meisterin – XCO (U23)
2012
 Tschechische Meisterin – XCO (U23)
2018
 Tschechische Meisterin – XCO
2019
 Tschechische Meisterin – XCO, XCM
2020
 Tschechische Meisterin – XCO
2021
 Tschechische Meisterin – XCO, XCC
2022
 Tschechische Meisterin – XCC
2023
 Tschechische Meisterin – XCO